# Museo Calouste Gulbenkian
Il Museo Calouste Gulbenkian è un'istituzione culturale di Lisbona, in Portogallo, inaugurato nel 1969 e gestito dall'omonima Fondazione.
Nato dalla collezione privata di Calouste Sarkis Gulbenkian (1869-1955), ospita un'eclettica collezione che spazia dall'antichità (greca, romana, assira), all'arte asiatica (islamica, cinese e giapponese), alla scultura e pittura europea (da Rinascimento all'Ottocento: Rembrandt, Ghirlandaio, Rubens, Turner, Rodin e altri), fino alle arti applicate (argenterie, avori, tappeti, mobilio e altro). Una sala è dedicata alla pittura dell'impressionismo (Monet, Manet, Renoir, Degas e altri), un'altra alla produzione di René Lalique (vetri, oreficerie, statuette, disegni e altri oggetti).
Il museo ospita inoltre una sezione, in un grande edificio distaccato, per l'arte contemporanea e le mostre, due sale da concerto per musica e balletto, un centro congressi, una biblioteca ed un archivio. L'intera proprietà è inoltre circondata da una vasto giardino, in cui si trova tra l'altro un anfiteatro.

## Opere

### Scuola italiana
- Giovanni Boldini
  - Il pittore John Lewis Brown con moglie e figlia
- Giuliano Bugiardini
  - Ritratto femminile con laccio d'amore
- Vittore Carpaccio
  - Sacra Famiglia e donatori
- Cima da Conegliano
  - Riposo durante la fuga in Egitto con i santi Giovanni Battista e Lucia
- Francesco Francia
  - Battesimo di Cristo
- Domenico Ghirlandaio
  - Ritratto di giovane donna
- Francesco Guardi 18 opere tra cui:
  - Il portico del Palazzo Ducale
  - Il canale della Giudecca e la Chiesa di Santa Marta
  - Il ponte sul Brenta verso la chiusa di Dolo
  - La chiusa di Dolo
  - L'isola di San Giorgio
  - Il ponte di Rialto secondo il progetto del Palladio
  - La fiera della Sensa in Piazza San Marco, due versioni del 1775 e 1766
  - Il Molo col Palazzo Ducale, due versioni del 1780 circa e del 1790
  - Regata sul Canal Grande (ca 1777) Regata sul Canal Grande - Francesco Guardi

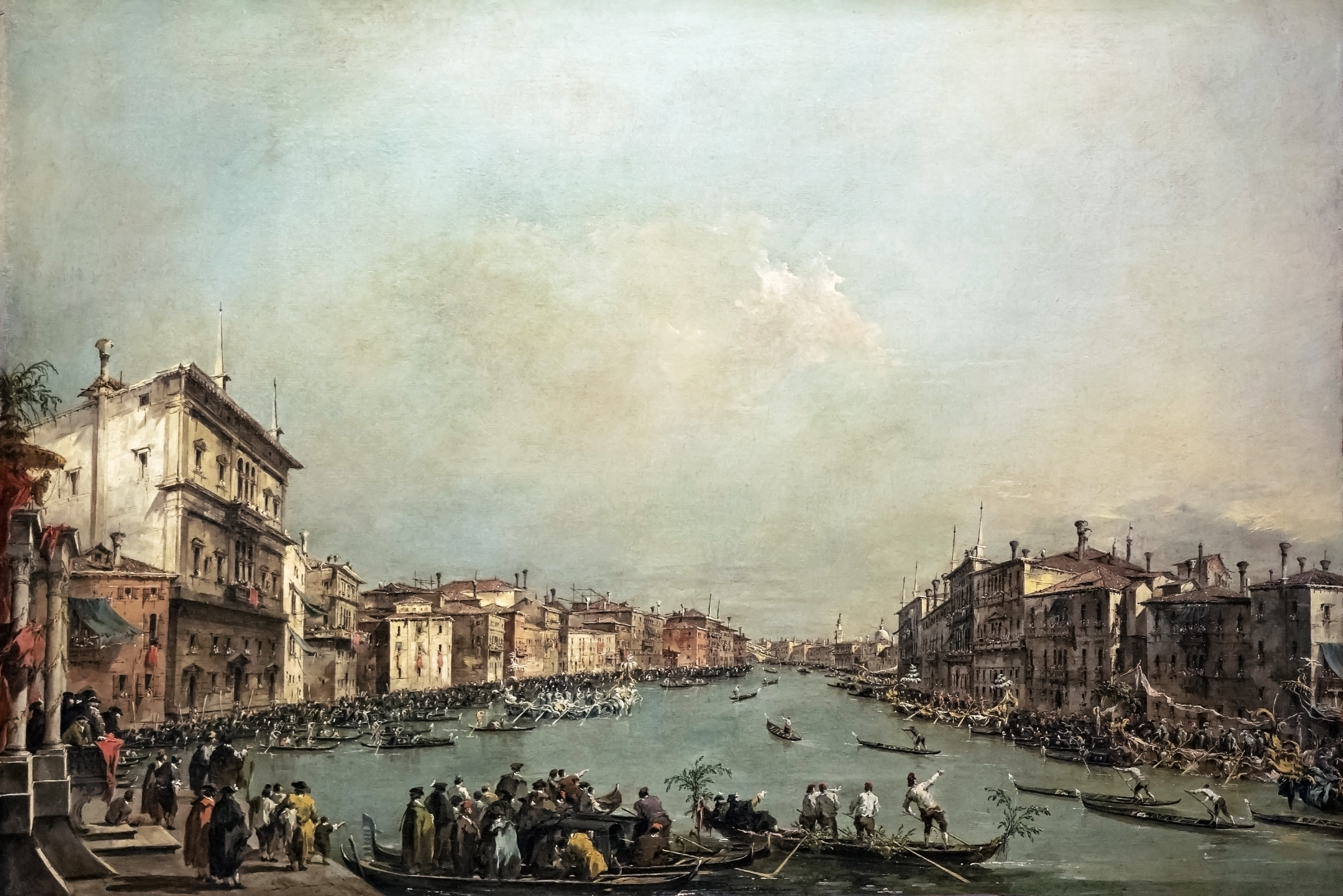
Regata sul Canal Grande - Francesco Guardi

  - Regata sul Canal Grande presso Rialto
  - La partenza del Bucintoro
- Giacomo Guardi
  - Regata sul Canal Grande presso Rialto
- Giovan Battista Moroni
  - Ritratto di Marco Antonio Savelli

### Scuola tedesca
- Stephan Lochner
  - Presentazione al Tempio